# Уентуърт Милър
Уентуърт Ърл Милър III (на английски: Wentworth Earl Miller III) е американси актьор и сценарист. Става изключително популярен с ролята си на Майкъл Скофийлд в хитовия сериал на „Fox Broadcasting Company“, „Бягство от затвора“.

## Биография

### Ранни години
Уентуърт Милър е роден на 2 юни 1972 г. в Англия. Бащата на Милър има афроамерикански, ямайски, английски, германски и еврейски корени, а майка му – русински, френски, холандски, сирийски и ливански произход. Уентуърт е роден в Чипинг Нортън, Оксфордшър, Англия, където неговият баща е учил.
Милър има две сестри, като и двете практикуват право. Семейството им се мести в Парк Слоуп, Бруклин, Ню Йорк, когато Уентуърт е на една година. Първите три гимназиални години, Милър прекарва в гимназията „Мидуд“ в Бруклин, където неговите приятели го наричат „Стинки“ или „смрадливкото“. След това, той се мести в гимназията Quaker Valley в Сеуикли, близо до Питсбърг, където завършва през 1990 година. През 1995 година той се дипломира в Принстънския университет със специалност Английска литература. По време на престоя си там, той участва в актьорска трупа. След това се отправя към Лос Анджелис, Калифорния, преследвайки актьорска кариера. Години наред той се занимава с работа зад кулисите, преди да се посвети сериозно на явяването на прослушвания.

### Кариера
Първата роля на Милър е тази на чувствителния и самовглъбен Дейвид в мини сериите на АВС, „Динотопия“. В следващите няколко години, той изпълнява гостуващи роли в различни сериали като „Бъфи, убийцата на вампири“, „Спешно отделение“ и „Фаворитки“. След като участва с малки роли в тези телевизионни сериали, Уентуърт играе в „Скрити белези“, изпълнявайки героя на Антъни Хопкинс, като млад. Филмът е режисиран от Робърт Бентън и разглежда въпроси за раса, клас и идентичност. Хопкинс е в ролята на професор в колеж, борещ се да скрие невероятна тайна, а Милър играе същия персонаж в младите му години. Впоследствие Уентуърт се появява във филма „Подземен свят“, играейки ролята на д-р Адам Локууд. След това изпълнява гостуващи роли в „Джоун“ и „Шепот от отвъдното“ (пилотният епизод на сериала) преди да се присъедини към екипа на „Бягство от затвора“. В България сериалът се излъчва по Нова телевизия.
През 2003 г. той участва в „13-ият войн“ като един от армията.
През 2005 г., Милър получава ролята на Майкъл Скофийлд в телевизионната драма на Фокс Нетуъркс, „Бягство от затвора“. Участието му в този сериал му печели номинация за Златен глобус за Най-добър актьор в драматичен сериал. Общата му печалба от хитовия сериал е в размер на 10 млн. долара.
Също така през 2005 г. Милър се появява в клиповете на Марая Кери – It's Like That и We Belong Together. И двата клипа са режисирани от Брет Ратнър, който режисира и пилотния епизод на „Бягство от затвора“. Според изказване на Брет Ратнър, Милър се явява на прослушване за ролята на Супермен, докато проектът „Супермен се завръща“ е все още под неговия режисьорски контрол.

## Личен живот
Уентуърт Милър израства в семейство на чернокож баща и бяла майка, които носят в себе си смесица от много други раси.
След като се насочва към киното, Уентуърт играе малки роли в популярни сериали. С участието си в „Бягство от затвора“, той веднага става един от най-желаните актьори в Холивуд. По време на пробните снимки на филма, всички от екипа моментално решават, че той е най-добрият избор за ролята на инженера Майкъл Скофийлд. Уентуърт Милър признава, че няма нищо общо с героя си – не е толкова издръжлив, смел, изобретателен и упорит.
През август 2013 г. в писмо до организаторите на Санктпетербургския филмов фестивал, Милър разкрива, че е гей и отказва участие във фестивала заради приетите същата година закони в Руската федерация, ограничаващи свободното публично слово, представящо ЛГБТ хората по позитивен начин.

## Филмография
| Година               | Заглавие                            | Роля                        | Бележки |
| Телевизионни сериали | Телевизионни сериали                | Телевизионни сериали        | Телевизионни сериали |
| -------------------- | ----------------------------------- | --------------------------- | --- |
| 2016                 | Легендите на утрешния ден           | Ленард Снарт                | главен герой |
| 2014 – 2017          | Светкавицата                        | Ленард Снарт / Капитан Студ | Сезон 1, епизод 4 – „Going Rogue“ Сезон 1, епизод 10 – „Revenge of the Rogues“ Сезон 1, епизод 16 – „Rogue Time“ Сезон 1, епизод 22 – „Rogue Air“ Сезон 1, епизод 23 – „Fast Enough“ Сезон 2, епизод 1 – „The Man Who Saved Central City“ Сезон 2, епизод 3 – „Family of Rogues“ |
| 2011                 | Д-р Хаус                            | Бенджамин                   | Сезон 8, епизод 3 – „Charity Case“ |
| 2009                 | Закон и ред: Специални разследвания | Нейт Кендал                 | Сезон 11, епизод 1 – „Unstable“ |
| 2005 – 2009; 2017    | Бягство от затвора                  | Майкъл Скофийлд             | главен герой |
| 2005                 | Шепот от отвъдното                  | Сержант Пол Адамс           | Сезон 1, епизод 1 – „Pilot“ |
| 2005                 | Джоун                               | Райън Хънтър                | Сезон 2, епизод 21 – „Common Thread“ Сезон 2, епизод 22 – „Something Wicked This Way Comes“ |
| 2002                 | Динотопия                           | Дейвид Скот                 | мини сериал |
| 2000                 | Спешно отделение                    | Майк Палмиери               | Сезон 7, епизод 1 – Homecoming |
| 2000                 | Присъдата на вашия живот            | Нелсън                      | Сезон 1, епизод 6 – „The Time the Truth Was Told“ Сезон 1, епизод 11 – „The Time They Got E-Rotic“ |
| 2000                 | Фаворитки                           | Адам                        | Сезон 1, епизод 16 – „All About Adam“ Сезон 1, епизод 18 – „Ch-Ch-Changes“ |
| 1998                 | Бъфи, убийцата на вампири           | Гейдж Патронзи              | Сезон 2, епизод 20 – „Go Fish“ |
| Филми                |                                     |                             | |
| 2010                 | Заразно зло: Живот след смъртта     | Крис Редфилд                | |
| 2005                 | Стелт                               | Гласът на ЕДИ               | |
| 2005                 | Признанието                         | Затворникът                 | късометражен филм |
| 2003                 | Подземен свят                       | Д-р Адам Локлууд            | |
| 2003                 | Скрити белези                       | Младият Колман Силк         | |
| 2001                 | Стая 302                            | Server #1                   | късометражен филм |
| 2000                 | Ромео и Жулиета                     | Парис                       | |